# Conferencia Anual en Economía del Desarrollo del Banco Mundial
La Annual World Bank Conference on Development Economics (ABCDE) es una conferencia anual sobre economía del desarrollo organizada por el Banco Mundial. La primera conferencia fue en 1988 en Washington D. C., Estados Unidos.